# Canton des Bouchoux
Le canton des Bouchoux est une ancienne division administrative française, située dans le département du Jura et la région Franche-Comté.

## Composition
Ce canton était composé des onze communes suivantes :
| Nom                      | Code Insee | Intercommunalité          | Superficie (km2) | Population (dernière pop. légale) | Densité (hab./km2) |
| ------------------------ | ---------- | ------------------------- | ---------------- | --------------------------------- | ------------------ |
| Les Bouchoux (chef-lieu) | 39068      | CC Haut-Jura Saint-Claude | 21,71            | 313 (2014)                        | 14                 |
| Bellecombe               | 39046      | CC Haut-Jura Saint-Claude | 12,17            | 69 (2014)                         | 5,7                |
| Choux                    | 39151      | CC Haut-Jura Saint-Claude | 8,27             | 119 (2014)                        | 14                 |
| Coiserette               | 39157      | CC Haut-Jura Saint-Claude | 5,91             | 54 (2014)                         | 9,1                |
| Coyrière                 | 39174      | CC Haut-Jura Saint-Claude | 4,11             | 66 (2014)                         | 16                 |
| Larrivoire               | 39280      | CC Haut-Jura Saint-Claude | 6,50             | 122 (2014)                        | 19                 |
| Les Moussières           | 39373      | CC Haut-Jura Saint-Claude | 16,95            | 169 (2014)                        | 10                 |
| La Pesse                 | 39413      | CC Haut-Jura Saint-Claude | 24,26            | 358 (2014)                        | 15                 |
| Rogna                    | 39463      | CC Haut-Jura Saint-Claude | 10,46            | 226 (2014)                        | 22                 |
| Viry                     | 39579      | CC Haut-Jura Saint-Claude | 25,40            | 935 (2014)                        | 37                 |
| Vulvoz                   | 39585      | CC Haut-Jura Saint-Claude | 4,49             | 16 (2014)                         | 3,6                |

## Représentation

### Conseillers d'arrondissement (de 1833 à 1940)
| Période                                  | Période      | Identité                                      | Étiquette                            | Qualité |
| ---------------------------------------- | ------------ | --------------------------------------------- | ------------------------------------ | --- |
| 1833                                     | 1848         | Joseph Romain Bussod (1776-1863)              |                                      | Notaire aux Bouchoux                                                                                        |
|                                          |              |                                               |                                      | |
| 1880                                     | 1891 (décès) | Jean Abel Lucien Jacquenod (1828-1891)        |                                      | Notaire, propriétaire à Viry                                                                                |
| 1891                                     | 1900 (décès) | Cyrille Barbe (1841-1900)                     | Républicain                          | Négociant, maire des Moussières                                                                             |
| 30 sept. 1900                            | 1907 (décès) | Samuel Grossiord                              | Républicain                          | Commerçant lapidaire, maire des Moussières                                                                  |
| 1907                                     | 1910         | Victor Samuel Grossiord (cousin du précédent) | Républicain                          | Commerçant lapidaire, maire des Moussières                                                                  |
| 1910                                     | ap.1919      | Calixte Perrier                               | Union nationale républicaine Libéral | Propriétaire aux Bouchoux                                                                                   |
| 1940                                     |              |                                               |                                      | Les conseils d'arrondissement ont été suspendus par la loi du 12 octobre 1940 et n'ont jamais été réactivés |
| Les données manquantes sont à compléter. |              |                                               |                                      | |

### Conseillers généraux de 1833 à 2015
| Période                                  | Période                   | Identité                                 | Étiquette            | Qualité                                                                                        |
| ---------------------------------------- | ------------------------- | ---------------------------------------- | -------------------- | ---------------------------------------------------------------------------------------------- |
| 1833                                     | 1842                      | Hermann Joseph Cattand (1786-1845)       |                      | Procureur du Roi à Saint-Claude                                                                |
| 1842                                     | 1848                      | Jean-Baptiste Regnault-Meaulmin          |                      | Juge au Tribunal de Lons-le-Saunier Elu en 1848 dans le Canton de Conliège                     |
| 1848                                     | 1855                      | Joseph Julien Mermet-Guyenet (1805-1881) |                      | Notaire aux Bouchoux                                                                           |
| 1855                                     | 1861                      | Édouard Dalloz                           | Majorité dynastique  | Avocat à Paris, Député (1852-1870) Propriétaire du château de Bois-Renault à Buzançais (Indre) |
| 1861                                     | 1874 (démission d'office) | Joseph-Julien Mermet-Guyenet             |                      | Juge de paix aux Bouchoux                                                                      |
| 1874                                     | 1877                      | Alexandre Jules César Vuillermoz         | Républicain          | Notaire à Ambronay (Ain), propriétaire aux Bouchoux                                            |
| 1877                                     | 1895                      | Fernand Bonneville                       | Droite               | Professeur à la Faculté de droit de Dijon Avocat à la Cour d'appel                             |
| 1895                                     | 1913                      | Gustave Armand Vuillemot                 | Républicain          | Notaire aux Bouchoux                                                                           |
| 1913                                     | 1928 (démission)          | Félicien Gauthier                        | Républicain          | Vétérinaire à Saint-Claude                                                                     |
| 19 avril 1928                            | 1940                      | Constant Bret                            | RG-URD               | Médecin Maire des Bouchoux Nommé conseiller départemental en 1943                              |
|                                          |                           |                                          |                      |                                                                                                |
| 1945                                     | 1955                      | Denis Vuaillat                           | SFIO                 | Négociant aux Bouchoux                                                                         |
| 1955                                     | 1973                      | Robert Grosfilley                        | MRP puis CD puis DVD | Chargé de mission au cabinet de Pierre Schneiter                                               |
| 1973                                     | 2004                      | Marcel Odobel                            | DVD puis RPR         | Industriel Maire de Viry (1971-2008)                                                           |
| 2004                                     | 2011                      | Christian David                          | UMP                  | Maire de La Pesse                                                                              |
| 2011                                     | 2015                      | Jean-Daniel Maire                        | DVG                  | Electricien Maire de Viry Vice-Président du Conseil Général                                    |
| Les données manquantes sont à compléter. |                           |                                          |                      |                                                                                                |

## Démographie
| 1962  | 1968  | 1975  | 1982  | 1990  | 1999  | 2006  | 2011  | 2012  |
| ----- | ----- | ----- | ----- | ----- | ----- | ----- | ----- | ----- |
| 2 034 | 1 812 | 1 671 | 1 754 | 2 146 | 2 197 | 2 383 | 2 436 | 2 437 |